# ウィリアム・ゴールデンバーグ
ウィリアム・ゴールデンバーグ（William Goldenberg、1959年11月2日 - ）は、アメリカ合衆国の編集技師。

## 来歴
1992年より20作以上編集している。『インサイダー』（1999年）、『シービスケット』（2003年）、『アルゴ』（2012年）でアカデミー編集賞にノミネートされ、『アルゴ』で受賞を果たした。また、その他にも編集関係の賞に10度ノミネートされている。ペンシルベニア州フィラデルフィアのテンプル大学出身。
マイケル・マンとのコラボレーションが多い。
アメリカ映画編集者協会の会員である。

## フィルモグラフィ

### 映画
- 生きてこそ Alive (1993) - フランク・マーシャル監督作品; マイケル・カーンと共同
- ヒート Heat (1995) - マイケル・マン監督作品; ドヴ・ホウニグ、パスクァーレ・ブバ、トム・ロルフと共同
- ロング・キス・グッドナイト The Long Kiss Goodnight (1996) - レニー・ハーリン監督作品
- カラー・オブ・ハート Pleasantville (1998) - ゲイリー・ロス監督作品
- インサイダー The Insider (1999) - マイケル・マン監督作品; ポール・ルベル、デイヴィッド・ローゼンブルームと共同
- コヨーテ・アグリー Coyote Ugly (2000) - デヴィッド・マクナリー監督作品
- ALI アリ Ali (2001) - マイケル・マン監督作品; スティーヴン・E・リフキン、リンジー・クリングマンと共同
- カンガルー・ジャック Kangaroo Jack (2003) - デヴィッド・マクナリー監督作品
- シービスケット Seabiscuit (2003) - ゲイリー・ロス監督作品
- ナショナル・トレジャー National Treasure (2004) - ジョン・タートルトーブ監督作品
- ドミノ Domino (2005) - トニー・スコット監督作品; クリスチャン・ワグナーと共同
- マイアミ・バイス Miami Vice (2006) - マイケル・マン監督作品; ポール・ルベルと共同
- ゴーン・ベイビー・ゴーン Gone Baby Gone (2007) - ベン・アフレック監督作品
- ナショナル・トレジャー リンカーン暗殺者の日記 National Treasure: Book of Secrets (2007) - ジョン・タートルトーブ監督作品; デヴィッド・レニーと共同
- お買いもの中毒な私! Confessions of a Shopaholic (2009) - P・J・ホーガン監督作品
- 魔法使いの弟子 The Sorcerer's Apprentice (2010) - ジョン・タートルトーブ監督作品
- トランスフォーマー/ダークサイド・ムーン Transformers: Dark of the Moon (2011) - マイケル・ベイ監督作品; ロジャー・バートンと共同
- アルゴ Argo (2012) - ベン・アフレック監督作品
- ゼロ・ダーク・サーティ Zero Dark Thirty (2012) - キャスリン・ビグロー監督作品; ディラン・ティチェナーと共同
- イミテーション・ゲーム/エニグマと天才数学者の秘密 The Imitation Game (2014) モルテン・ティルドゥム監督作品
- トランスフォーマー/ロストエイジ Transformers: Age of Extinction (2014) - マイケル・ベイ監督作品
- 夜に生きる Live by Night (2016) - ベン・アフレック監督作品
- 7月22日 22 July (2018) - ポール・グリーングラス監督作品
- 6アンダーグラウンド 6 Underground (2019) - マイケル・ベイ監督作品
- この茫漠たる荒野で News of the World (2020) - ポール・グリーングラス監督作品
- AIR/エア Air (2023) - ベン・アフレック監督作品

### テレビ
- ロシア52人虐殺犯/チカチーロ Citizen X (1995) テレビ映画